# 오카야마역
오카야마역(일본어: 岡山駅 오카야마에키[*])는 일본 오카야마현 오카야마시에 있는 서일본 여객철도의 역이다.
오카야마 시내에 있는 역 중 가장 많은 노선이 접속하는 역으로, 도쿄역에서는 영업 거리로 732.9 km 떨어져 있다. 산요 신칸센의 모든 열차가 정차하며, 시코쿠, 산인 방면으로 운행하는 특급 열차들도 시종착한다.
역장이 배치된 직영역으로, 산요 본선의 니시가와라역, 기비 선의 비젠미카도역 ~ 비젠타카마쓰 역 구간의 모든 역, 쓰야마 선의 후쿠와타리역 ~ 호카이인역 구간의 모든 역을 관리하고 있다.

## 접속 노선
- 서일본 여객철도
  - 산요 신칸센
  - 산요 본선
  - 하쿠비 선 (구라시키역이 기점)
  - 혼시비산 선 (세토 대교선)
  - 우노 선
  - 아코 선 (히가시오카야마역이 종점)
  - 쓰야마 선
  - 기비 선
- 오카야마 전기 궤도
  - 히가시야마 본선 (오카야마에키마에 역)

## 역 구조
산요 신칸센은 쌍섬식 2면 4선 구조의 고가역 (3층)이며, 재래선은 4면 10선 구조의 지상역이다. 지상역의 선상 역사는 신칸센 승강장과 연결된다.

### 신칸센 승강장
| 21・22 | ■산요 신칸센 | 후쿠야마 · 히로시마 · 신야마구치 · 고쿠라 · 하카타 · 구마모토 · 가고시마추오 방면 |
| 23·24  | ■산요 신칸센 | 신오사카 · 교토 · 나고야 · 도쿄 방면                                              |

### 재래선 승강장
| 1·2 | ■ 산요 본선           | 구라시키 · 후쿠야마 · 히로시마 방면          | (쾌속 선라이너도 사용)              |
| 1·2 | ■ 하쿠비 선           | 구라시키 · 빗추타카하시 · 니미 · 요나고 방면 | (특급 야쿠모도 사용)                |
| 3·4 | ■ 산요 본선           | 와케 · 히메지 · 돗토리 방면                  | (특급 슈퍼 이나바도 사용)           |
| 3·4 | ■ 아코 선             | 사이다이지 · 반슈아코 방면                   |                                     |
| 5   | ■ 혼시비산 선·우노 선 | 자야마치 · 고지마 · 시코쿠 · 우노 방면       | (일부 보통 및 쾌속만 사용)          |
| 6·8 | ■ 혼시비산 선·우노 선 | 자야마치 · 고지마 · 시코쿠 · 우노 방면       | (시코쿠 방면 특급·쾌속이 사용)      |
| 7   | ■ 혼시비산 선·우노 선 | 자야마치 · 고지마 · 시코쿠 · 우노 방면       | (보통 열차와 일부 임시 쾌속만 사용) |
| 9   | ■ 쓰야마 선           | 후쿠와타리 · 쓰야마 방면                     |                                     |
| 10  | ■ 기비 선             | 빗추타카마쓰 · 소자 방면                     |                                     |

### 오카야마 전기궤도

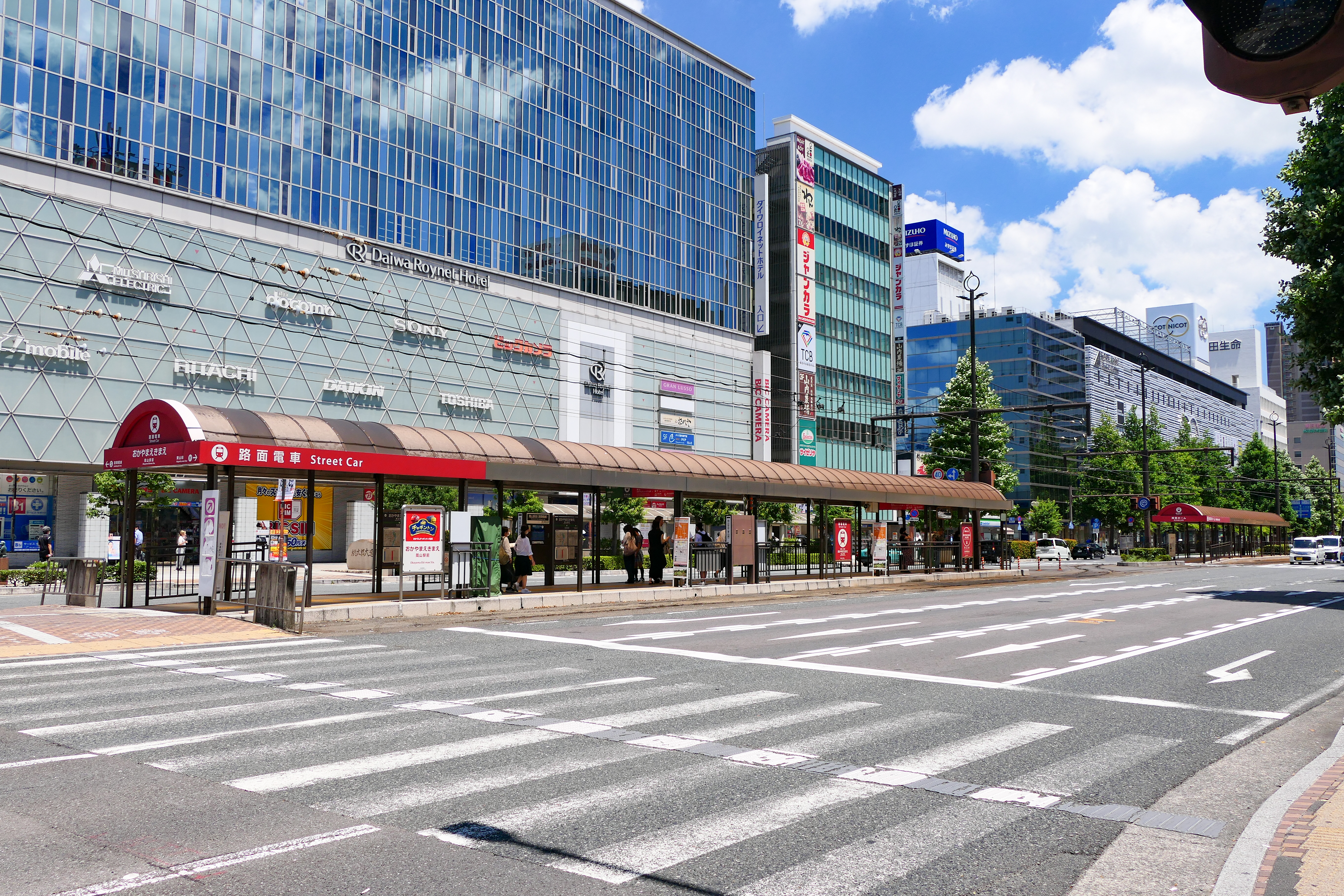
전경

오카야마에키마에 정류장(岡山駅停留場)은 오카야마역 동쪽 출구에서 동쪽 방향(오카야마성 방면)으로 뻗는 모모타로 오도리의 기점 부근의 도로 중앙에 위치해, 섬식 홈 1면 2선의 형식을 취한다 하지만, 역(서쪽) 근처에 승차 전용 홈, 동쪽 근처에는 하차 전용 홈을 설치하고 있다. 동서 연락 통로 방면 등 지상으로부터 이용의 경우나, 휠체어에서의 이용의 경우는 역전 횡단 보도를 경유해, 또 지하 개찰 방면으로부터의 이용의 경우는 지하도(지하가 “오카야마 제일 거리”를 경유)를 경유하여 정류장으로 향한다. 역번호는 히가시야마선이 H01, 세이키바시선이 S01이다.

## 타는 곳
| 승강장 번호 | 노선                       | 방면                                              |
| ----------- | -------------------------- | ------------------------------------------------- |
| 서쪽        | 히가시야마선 세이키바시 선 | 히가시야마·오카덴 박물관역 정류장・세이키바시방면 |
| 동쪽        | 히가시야마선 세이키바시 선 | 하차 전용                                         |

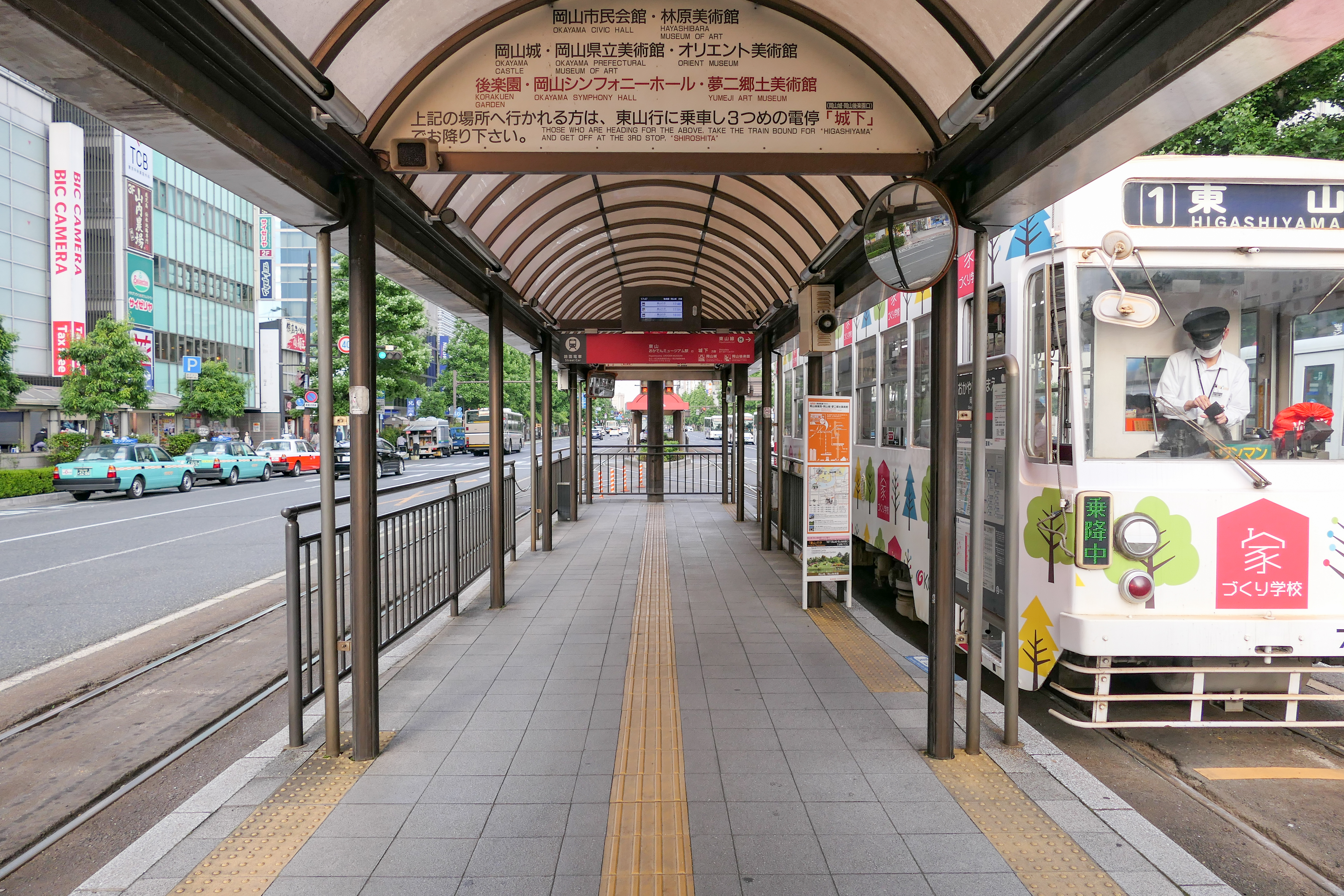
승강장

## 역세권 정보
- 오카야마 전기 궤도 오카야마에키마에 역
- 오카야마시청사
- 산요 신문사 본사 빌딩
- 모모타로 동상
- 오카야마 일번가

## 역사
- 1891년 3월 18일 - 산요 철도 미쓰이시 역 ~ 오카야마 역 구간의 개통과 동시에 개업.
- 1904년 11월 15일 - 주고쿠 철도 (지금의 주테쓰 버스) 기비 선이 개업하여, 본선 (지금의 쓰야마 선)과 함께 오카야마 역으로 연결하여 환승역이 되었다.
- 1906년 12월 1일 - 산요 철도가 국유화되어 산요 본선의 소속이 되었다.
- 1910년 6월 12일 - 일본국유철도 우노 선이 개업하였다.
- 1944년 6월 1일 - 주고쿠 철도선이 국유화되어 기비 선과 쓰야마 선이 되었다.
- 1972년 3월 15일 - 산요 신칸센이 개업하여 정차역이 되었다.
- 1987년 4월 1일 -민영화에 따라 서일본 여객철도의 소속이 되었다.

## 인접역
| 서일본 여객철도 산요 신칸센 | 서일본 여객철도 산요 신칸센 | 서일본 여객철도 산요 신칸센         |
| --------------------------- | --------------------------- | ----------------------------------- |
| 아이오이 도쿄·신오사카 방면 | ■ 산요 신칸센               | 신쿠라시키 하카타·가고시마추오 방면 |
| 서일본 여객철도 산요 본선   |                             |                                     |
| 시·종착역                   | ■ 쾌속                      | 구라시키 후쿠야마 방면              |
| 니시가와라 가미고리 방면    | ■ 보통                      | 기타나가세 후쿠야마 방면            |
| 서일본 여객철도 우노 선     |                             |                                     |
| 시·종착역                   | ■ 우노 선·혼시비산 선       | 오모토 우노·시코쿠 방면             |
| 서일본 여객철도 쓰야마 선   |                             |                                     |
| 호카이인 쓰야마 방면        | ■ 쾌속·보통                 | 시·종착역                           |
| 서일본 여객철도 기비 선     |                             |                                     |
| 시·종착역                   | ■ 기비 선                   | 비젠미카도 소자 방면                |